# 除暴戰警3
《除暴戰警3》是款由Sumo Digital開發，Xbox游戏工作室發行的动作冒险游戏，遊戲於2019年2月15日在Microsoft Windows和Xbox One平台上發售。

## 發行
遊戲於2015年的Gamescom正式確定遊戲名稱，遊戲原先將與Xbox One X一同發售，但後來延期至2018年春季，正式發售日期為2019年2月15日。